# 姉のいいなり
『姉のいいなり』（あねのいいなり）は、日本のアダルトゲームブランド・スワンマニアが2009年12月25日に発売した18禁アドベンチャーゲーム。

## 概要
有限会社アセンドアイの低価格ブランドの一つ・スワンマニアの第16作。実姉と従姉の弟に対する性的いじめを主題としている。公式サイトのサンプルCGでは足コキの場面が多く見られ、アピールポイントとして脚フェチを対象にヒロインが立ち絵で履いているソックスを随時、ニーソックス・ストッキングに変更可能な「ニーソ選択システム」の採用が挙げられている。
また、2008年後半以降のスワン系ブランドにおける「ボテもえ」路線は本作においても健在であり、ヒロインが主人公の子供を妊娠する展開が用意されている。

## ストーリー
豊田響介は早くに両親を亡くし、姉の瑞稀と共に親戚の中瀬家へ引き取られた。瑞稀と従姉の美音は響介よりも一足先に思春期を迎え、その性的好奇心を身近な異性である響介に対する性的いたずらで満たしていた。
やがて月日は流れ、響介と瑞稀は中瀬家から独立して2人で暮らし始める。ところが、今度は大学生となった美音が豊田家で居候を始め、再び響介への性的いたずらをエスカレートさせて行く。

## 登場人物
豊田 響介（とよだ きょうすけ）
主人公。早くに両親を亡くし、姉の瑞稀が母親代わりであったが姉と共に親戚筋の中瀬家に引き取られ、そこで瑞稀や従姉の美音から性的いたずらを繰り返されていた。現在は瑞稀と共に独立したものの、美音が居候となったことで瑞稀と美音からさらに過激な性的いじめを強要されるようになってしまう。
豊田 瑞稀（とよだ みずき）
響介の姉。身長168cm、B 82 / W 56 / H 85。
両親を亡くした後、弟と共に中瀬家へ引き取られるが、美音と共に身近な異性である響介を相手に性的悪戯を繰り返していた。一流企業のOLとして独立した現在は響介と2人で暮らしているが、居候として美音が加わったため、再びSっ気に火が点いてしまう。自慢の美脚を使った責めが得意。
中瀬 美音（なかせ みお）
豊田姉弟の親戚で、響介の従姉に当たる女子大生。身長155cm、B 87 / W 58 / H 86。
豊田姉弟が中瀬家から独立した後、居候として豊田家の世話になっている。普段は人当たりが良く穏やかな性格だが、瑞稀と同様に響介が戸惑う反応が楽しみで、自慢の巨乳をアピールしながら性的いたずらを仕掛ける。